# 7049 Meibom
7049 Meibom (1981 UV21) là một tiểu hành tinh vành đai chính được phát hiện ngày 24 tháng 10 năm 1981 bởi S. J. Bus ở Palomar.